# Cordulegaster mzymtae
Cordulegaster mzymtae é uma espécie de libelinha da família Cordulegastridae.
Pode ser encontrada nos seguintes países: Geórgia e Turquia.
Os seus habitats naturais são: rios.
Está ameaçada por perda de habitat.